# 小山田明美
小山田 明美（おやまだ あけみ、1973年2月1日 - 1996年8月19日）は、山形県西村山郡河北町出身のミヤギテレビリポーター。

## 来歴
仙台市の短大を卒業後、仙台のモデル事務所に所属。ミヤギテレビ『OH!バンデス』の初代リポーター（仙台駅前から、情報、天気予報などを伝える）に就任。
当時仙台では『OH!バンデス』の他に、東北放送の『ただいまワイド』、仙台放送の『夕焼けTV編集局』の3社が夕方の“ワイド番組戦争”を繰り広げていた。小山田明美は『OH!バンデス』の司会・さとう宗幸・浮ヶ谷美穂と共に『ただいまワイド』・『夕焼けTV編集局』に圧勝し、ミヤギテレビが“仙台ワイド番組戦争”に勝利する原動力となった。
1996年8月19日、夏休みで帰省後に自ら運転する軽自動車で仙台に向かう途中、山形県東根市関山の国道48号で過積載トラックの荷崩れ事故に巻き込まれ死去。23歳没。

## 人物
絶世の美女であり愛嬌が抜群であったため、アイドル並みの人気を誇った。その痛ましい事故死によって“『OH!バンデス』伝説のリポーター”となった。

## 出演
- OH!バンデス
- ガメラ2 レギオン襲来

1996年7月公開。仙台・青葉城址からの中継の場面で、リポーターのひとりとして画面に登場する（ミヤギテレビの水本豊アナウンサー（当時）がリポートしている画面の奥、黒い服装の女性。別の局のリポーターという設定らしい）。